# Spathiphyllum dressleri
Spathiphyllum dressleri là một loài thực vật có hoa trong họ Ráy (Araceae). Loài này được Croat & F.Cardona mô tả khoa học đầu tiên năm 2004.